# Voyria tenuiflora
Voyria tenuiflora är en gentianaväxtart som beskrevs av August Heinrich Rudolf Grisebach. Voyria tenuiflora ingår i släktet Voyria och familjen gentianaväxter. Inga underarter finns listade i Catalogue of Life.